# 上海市人民政府驻海南联络处
上海市人民政府驻海南联络处，简称上海驻琼办、上海驻琼处，是上海市人民政府派驻海南省的常设办事机构，归口上海市人民政府驻广州办事处管理，是上海市加强同海南省及广西壮族自治区之间经济协作的重要渠道，机关办公地点为海口市海甸四东路颐和花园9幢211房。

## 历史沿革
上海市人民政府驻海南联络处「先有党委，后有办事处」。1991年3月27日，上海市驻琼企事业党委成立。同年12月26日，上海市驻琼企事业联谊会成立（2008年12月变更为海南省上海商会）。1992年6月25日，上海市人民政府在海南省省会海口市设立上海市人民政府驻海南办事处。
2010年9月，根据沪委 [2010]527号文件，上海市人民政府驻海南办事处调整为上海市人民政府驻海南联络处，划归上海市人民政府驻广州办事处管理，海南省、广西壮族自治区的具体工作仍由海南联络处负责。

## 联系区域
目前，上海市人民政府驻海南联络处负责联系海南省和广西壮族自治区，围绕驻地的海南国际旅游岛与广西东盟自由贸易区重点建设工作，有效地促进两地经济合作交流。有时联络处也被外界称作上海驻海南广西办事处
中共上海市驻琼企事业委员会与海南省上海商会，都接受上海市政府驻琼办事处的指导，工作机构设均上海驻琼处内。